# Juan Manuel Fangio

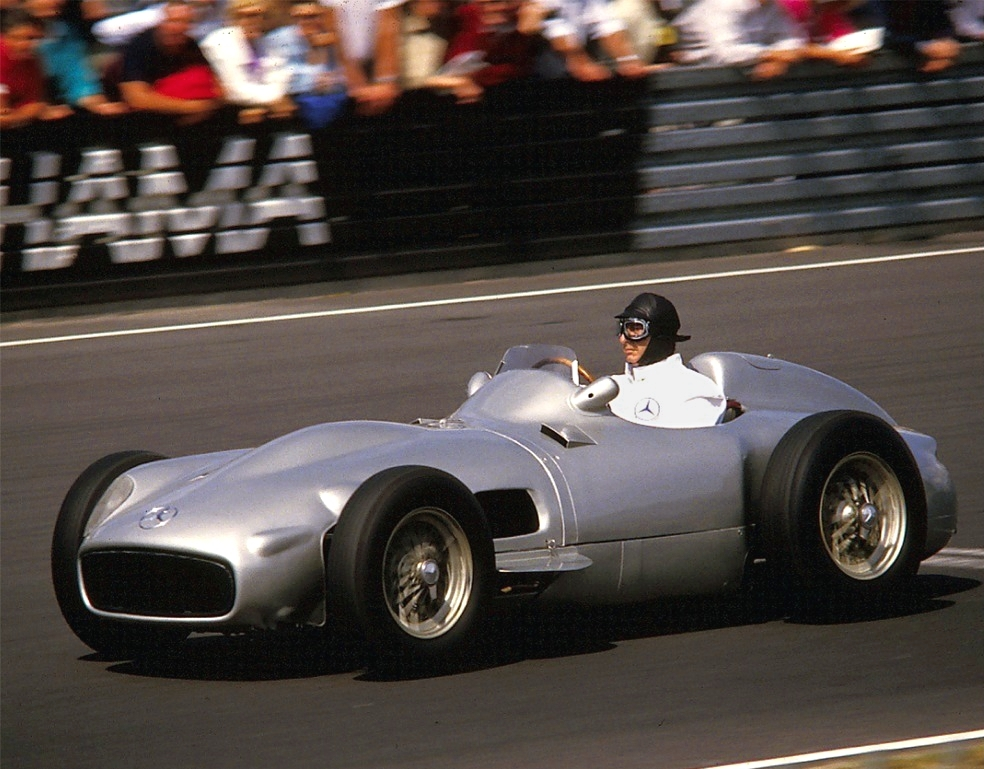
Juan Manuel Fangio 1986 in de Oldtimer-Grand-Prix op de Nürburgring met Mercedes-Benz W 196

Juan Manuel Fangio (Balcarce, 24 juni 1911 – Buenos Aires, 17 juli 1995) was een Argentijns Formule 1-coureur. Hij won het wereldkampioenschap vijf keer, waarvan vier keer op rij, tussen 1954-1957.

## Levensloop
Fangio werd geboren als zoon van de uit het Italiaanse plaatsje Castiglione Messer Marino (provincie Chieti) afkomstige emigrant Loreto Fangio.
 Hij begon zijn carrière als coureur in Zuid-Amerika in 1934 in langeafstandswedstrijden; op 25-jarige leeftijd reed Fangio zijn eerste race in een als taxi aangepaste Ford. Daarna werd hij in een Chevrolet TC Argentijns kampioen in 1940 en 1941. Een van de meest ongewone races die hij in 1940 won, was de Gran Premio Internacional del Norte, die werd verreden tussen Buenos Aires in Argentinië via het Andes-gebergte in Bolivia en Peru naar Lima en weer terug naar Buenos Aires, over een afstand van bijna 10.000 kilometer. Deze race duurde vijftien dagen en ging over dorre woestijnvlaktes, door oerwoud en over hoge bergpassen met sneeuw. Door de uitbraak van de Tweede Wereldoorlog werd zijn carrière onderbroken, en handelde hij gedurende die tijd in aan- en verkoop van vrachtauto's en banden. Hij legde hierdoor zijn financiële basis voor een race-carrière in Europa, waarmee hij in 1947 begon.
Fangio was aanvankelijk niet zo succesvol, totdat hij in 1950 begon te racen in een Alfa Romeo Alfetta 159. Hij werd tweede in het wereldkampioenschap, en hij won zijn eerste titel in 1951. Hij was succesvol in 1952 toen hij in een Maserati reed, maar zijn seizoen was voorbij nadat hij in Monza, Italië, een ernstig ongeluk kreeg. In 1954 won hij zijn tweede titel met Mercedes-Benz, door vier van de zeven GP's te winnen. In 1955 stopte Mercedes met Formule 1 na de ramp tijdens de 24 uur van Le Mans in 1955, waar meer dan tachtig toeschouwers omkwamen.
Fangio ging in 1956 voor Scuderia Ferrari rijden. Hij won zijn vierde titel in dit jaar. Hij won de GP's van Argentinië, Engeland en Duitsland en stond als tweede op het podium tijdens de GP's van Monaco en Italië.
In 1957 keerde hij terug naar Maserati en won hij zijn vijfde wereldtitel. Dat seizoen bevocht hij ook zijn waarschijnlijk meest memorabele overwinning tijdens de GP van Duitsland: Hij startte vanaf pole met slechts half gevulde tanks en had halverwege een behoorlijk comfortabele voorsprong voor een geplande pitstop opgebouwd, maar de wielmoer van het rechter achterwiel rolde onder de auto en met een bijna onoverbrugbare achterstand kwam hij als derde terug in de race. Na een schitterende inhaalrace waarin de ontketende Fangio ronderecord na ronderecord brak sleepte hij in de laatste ronde alsnog de overwinning binnen, waarbij hij het ronderecord 24,2 seconden scherper zette.
Na deze serie wereldkampioenschappen hield hij op met racen in 1958 na de Franse Grand Prix. Fangio won in totaal 24 Grands Prix in de Formule 1 en daarnaast ook nog acht autoraces die niet voor het Formule 1 kampioenschap meetelden.
Cubaanse rebellen ontvoerden hem op 23 februari 1958 op de vooravond van de "Gran Premio de Cuba 1958", maar lieten hem een dag later weer vrij.
Fangio overleed op 17 juli 1995, op 84-jarige leeftijd. Hij ligt begraven in Buenos Aires in Argentinië.

## Trivia
Fangio's record van vijf wereldtitels in de Formule 1 heeft 46 jaar lang standgehouden, totdat Michael Schumacher het in 2003 verbrak door voor de zesde keer wereldkampioen te worden. In 2019 verbeterde Lewis Hamilton ook Fangio's vijf kampioenschappen. Naast deze prestaties heeft Fangio nog diverse andere records op zijn naam staan. Zo behaalde hij het hoogste percentage overwinningen, met 47% (24 van de 51 races), en het hoogste percentage poleposities, met 55,7% (29 van de 52 races). Bovendien is hij de coureur die met de meeste verschillende constructeurs het kampioenschap heeft weten te veroveren, namelijk vier.

## Formule 1 resultaten
| Seizoen | Team                   | Chassis            | Races | Over- winningen | Pole Positions | Podiums | Punten      | Rang |
| ------- | ---------------------- | ------------------ | ----- | --------------- | -------------- | ------- | ----------- | ---- |
| 1950    | Alfa Romeo             | Alfa Romeo 158     | 6     | 3               | 4              | 3       | 27          | 2    |
| 1951    | Alfa Romeo             | Alfa Romeo 159     | 7     | 3               | 4              | 5       | 31 (37)     | 1    |
| 1953    | Maserati               | Maserati A6GCM     | 8     | 1               | 2              | 4       | 28 (29 1⁄2) | 2    |
| 1954    | Maserati Mercedes Benz | Maserati 250F W196 | 8     | 6               | 5              | 7       | 42 (57 1⁄7) | 1    |
| 1955    | Mercedes Benz          | W196               | 6     | 4               | 3              | 5       | 40 (41)     | 1    |
| 1956    | Scuderia Ferrari       | Lancia-Ferrari D50 | 7     | 3               | 6              | 5       | 30 (33)     | 1    |
| 1957    | Maserati               | Maserati 250F      | 7     | 4               | 4              | 6       | 40 (46)     | 1    |
| 1958    | Maserati               | Maserati 250F      | 3     | 0               | 1              | 0       | 7           | 14   |

### Overwinningen
| Nr. | Grand Prix                      | Jaar | Team             |
| --- | ------------------------------- | ---- | ---------------- |
| 1   | Grand Prix van Monaco           | 1950 | Alfa Romeo       |
| 2   | Grand Prix van België           | 1950 | Alfa Romeo       |
| 3   | Grand Prix van Frankrijk        | 1950 | Alfa Romeo       |
| 4   | Grand Prix van Zwitserland      | 1951 | Alfa Romeo       |
| 5   | Grand Prix van Frankrijk        | 1951 | Alfa Romeo       |
| 6   | Grand Prix van Spanje           | 1951 | Alfa Romeo       |
| 7   | Grand Prix van Italië           | 1953 | Maserati         |
| 8   | Grand Prix van Argentinië       | 1954 | Maserati         |
| 9   | Grand Prix van België           | 1954 | Maserati         |
| 10  | Grand Prix van Frankrijk        | 1954 | Mercedes Benz    |
| 11  | Grand Prix van Duitsland        | 1954 | Mercedes Benz    |
| 12  | Grand Prix van Zwitserland      | 1954 | Mercedes Benz    |
| 13  | Grand Prix van Italië           | 1954 | Mercedes Benz    |
| 14  | Grand Prix van Argentinië       | 1955 | Mercedes Benz    |
| 15  | Grand Prix van België           | 1955 | Mercedes Benz    |
| 16  | Grand Prix van Nederland        | 1955 | Mercedes Benz    |
| 17  | Grand Prix van Italië           | 1955 | Mercedes Benz    |
| 18  | Grand Prix van Argentinië       | 1956 | Scuderia Ferrari |
| 19  | Grand Prix van Groot-Brittannië | 1956 | Scuderia Ferrari |
| 20  | Grand Prix van Duitsland        | 1956 | Scuderia Ferrari |
| 21  | Grand Prix van Argentinië       | 1957 | Maserati         |
| 22  | Grand Prix van Monaco           | 1957 | Maserati         |
| 23  | Grand Prix van Frankrijk        | 1957 | Maserati         |
| 24  | Grand Prix van Duitsland        | 1957 | Maserati         |

- 1950 G. Farina
- 1951 J. M. Fangio
- 1952 A. Ascari
- 1953 A. Ascari
- 1954 J. M. Fangio
- 1955 J. M. Fangio
- 1956 J. M. Fangio
- 1957 J. M. Fangio
- 1958 M. Hawthorn
- 1959 J. Brabham
- 1960 J. Brabham
- 1961 P. Hill
- 1962 G. Hill
- 1963 J. Clark
- 1964 J. Surtees
- 1965 J. Clark
- 1966 J. Brabham
- 1967 D. Hulme
- 1968 G. Hill
- 1969 J. Stewart
- 1970 J. Rindt
- 1971 J. Stewart
- 1972 E. Fittipaldi
- 1973 J. Stewart
- 1974 E. Fittipaldi
- 1975 N. Lauda
- 1976 J. Hunt
- 1977 N. Lauda
- 1978 M. Andretti
- 1979 J. Scheckter
- 1980 A. Jones
- 1981 N. Piquet
- 1982 K. Rosberg
- 1983 N. Piquet
- 1984 N. Lauda
- 1985 A. Prost
- 1986 A. Prost
- 1987 N. Piquet
- 1988 A. Senna
- 1989 A. Prost
- 1990 A. Senna
- 1991 A. Senna
- 1992 N. Mansell
- 1993 A. Prost
- 1994 M. Schumacher
- 1995 M. Schumacher
- 1996 D. Hill
- 1997 J. Villeneuve
- 1998 M. Häkkinen
- 1999 M. Häkkinen
- 2000 M. Schumacher
- 2001 M. Schumacher
- 2002 M. Schumacher
- 2003 M. Schumacher
- 2004 M. Schumacher
- 2005 F. Alonso
- 2006 F. Alonso
- 2007 K. Räikkönen
- 2008 L. Hamilton
- 2009 J. Button
- 2010 S. Vettel
- 2011 S. Vettel
- 2012 S. Vettel
- 2013 S. Vettel
- 2014 L. Hamilton
- 2015 L. Hamilton
- 2016 N. Rosberg
- 2017 L. Hamilton
- 2018 L. Hamilton
- 2019 L. Hamilton
- 2020 L. Hamilton
- 2021 M. Verstappen
- 2022 M. Verstappen
- 2023 M. Verstappen
- 2024 M. Verstappen